# Edward Pratté
Anton Edward Pratté, född 22 november 1799 i Haida, Böhmen, död 23 maj 1875 i Vreta klosters församling, Östergötland, var en svensk harpospelare.

## Biografi
Edward Pratté föddes 22 november 1799 i staden Haida i Böhmen. Pratté rymde vid 15 års ålder från sin hårde far, som reste omkring med en marionetteater, och begav sig till Sverige, där han sedermera var bosatt ända till sin död. På vidsträckta konsertresor inomlands och utomlands vann han erkännande som en synnerligen framstående harpvirtuos. Utöver en mot Ole Bull riktad broschyr och en mängd kompositioner för sitt instrument skrev Pratté Fridsröster för kör och orkester, melodramen Napoleon på Sankt Helena med kör och orkester samt symfonin Stormnatten. Han blev 1850 ledamot av Musikaliska akademien. Pratté avled 23 maj 1875 i Vreta klosters församling, Östergötland.

## Musikverk
- Variationer över Carl XII:s marsch vid Narva. Uppförd oktober 1820 i Linköping och september 1822 i Västerås.[3]

### Kammarmusik
- Kvartettkonsert för pedalharpa, klarinett, valthorn och fagott. Uppförd april 1830 (Allegro och final), januari 1831 i Göteborg och 1834 i Linköping.[3]
- Triokonsert för harpa, violin och viola. Uppförd december 1828 i Göteborg, april 1830, november 1830 i Göteborg och 1836 i Linköping.[3]

### Harp
- Andante i Eb-dur. Tillägnad mademoiselle Amalie Petrolle Åberg.[3]
- Stor polonäs. Uppförd november 1818 i ensambelsalen, Linköping.[3]
- Stor sonat i D-dur.[3]
- Jägarens marsch i C-dur.[3]
- Nationalvisa "Katten och killingen" med variationer. Uppförd december 1818 i Uppsala och 1819 i Falun.[3]
- Tema (nationaldans) "Näckens polska" med variationer. Uppförd januari 1818 i Falun, november 1818 och 1820 i Linköping, december 1818 i Uppsala, 1822 i Västerås, december 1823, 1828 i Norrköping och 1830 i Göteborg.[3][3]
- Rondo a la polacca. Uppförd oktober 1830 i Uddevalla.[3]
- Solokonsert. Uppförd juli 1817 i Karlstad, 1919 Uppsala, mars 1825, 1828 Norrköping, 1830 Uddevalla och januari 1831 Göteborg.[3]
- sonat i Eb-dur.[3]
- Tema med variationer.[3]
- Tema med variationer i Eb-dur. Uppförd januari 1821 i Linköping.[3]
- Valser i a-moll. Tillägnad mademoiselle Amalie Petrolle Åberg.[3]
- Air de Tyrolen med variationer i Eb-dur. Uppförd juni 1840.[3]